# Jakob Prandtauer

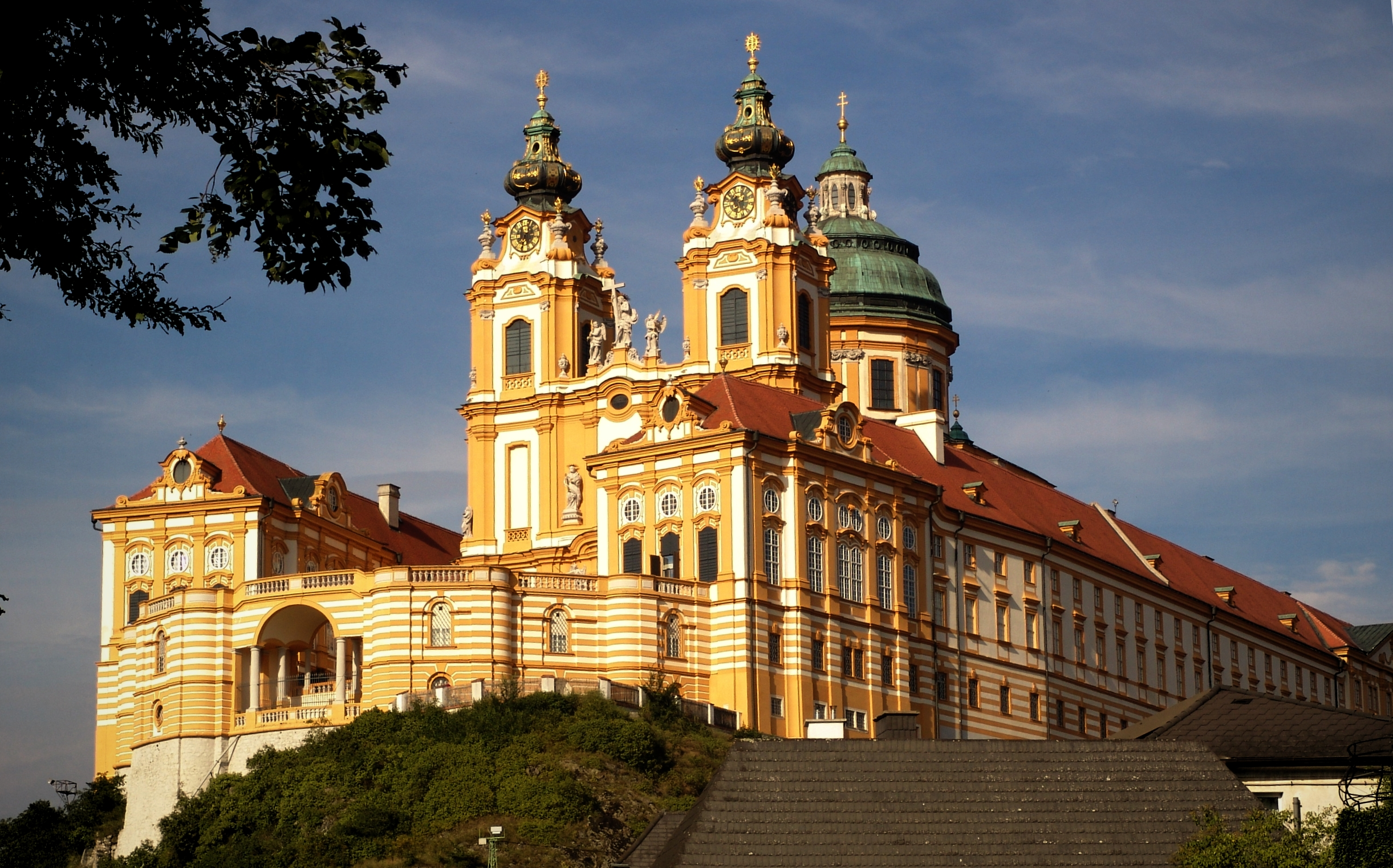
L'abbaye de Melk

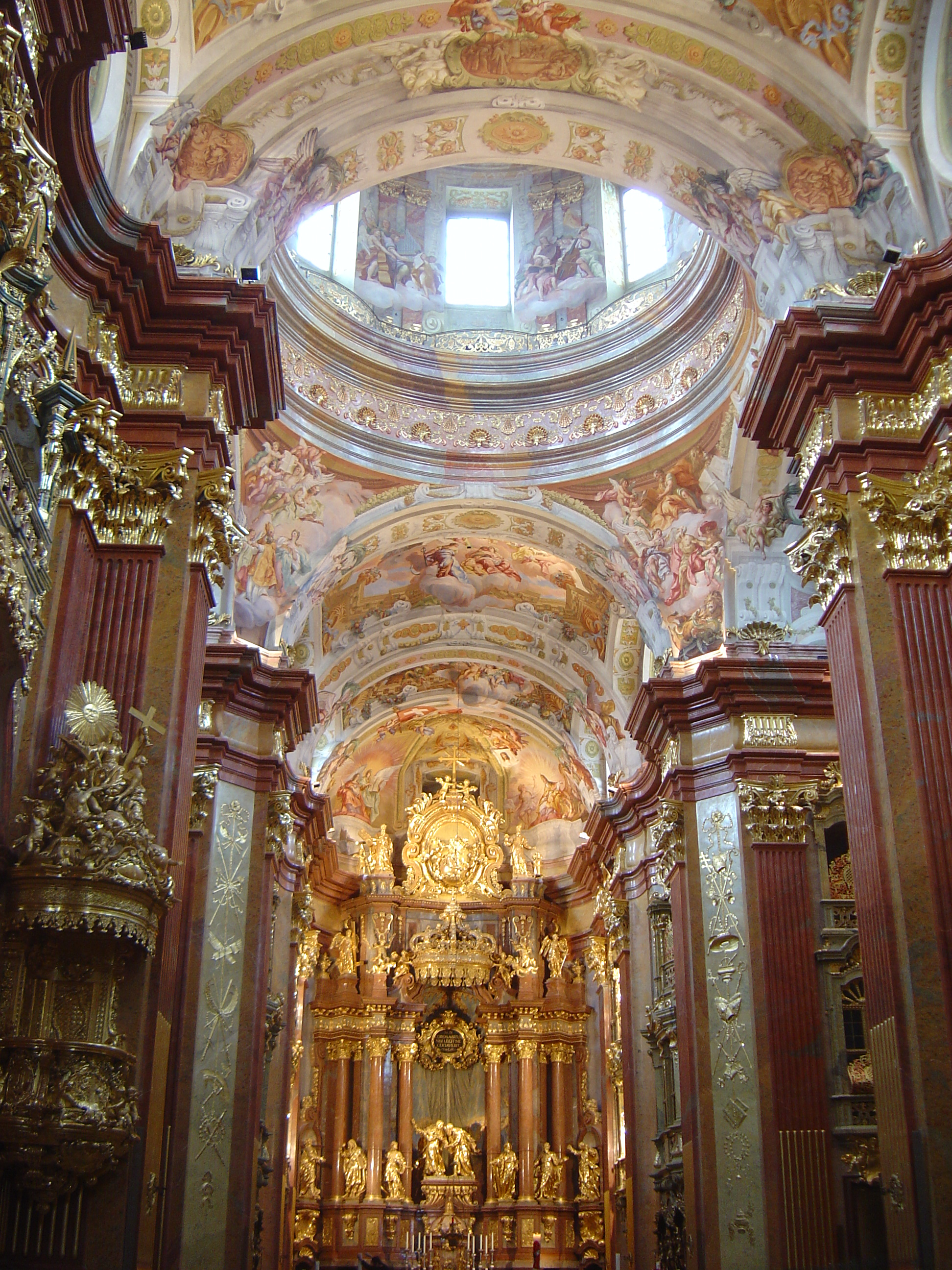
Maître-autel de l'église abbatiale

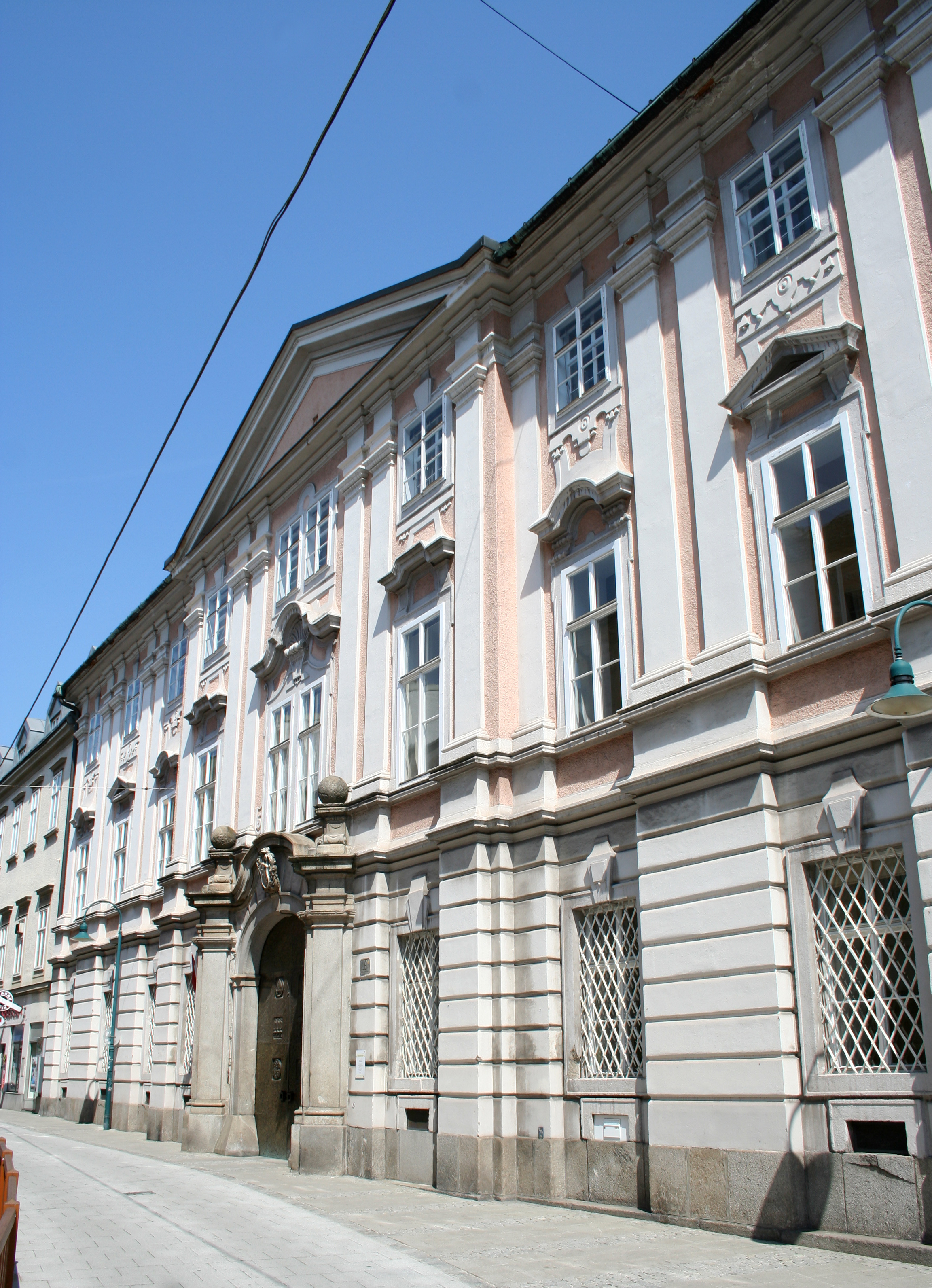
Palais épiscopal de Linz

Jakob Prandtauer est un architecte autrichien d'expression baroque né à Stanz (Tyrol) le 16 juillet 1660 et mort à Saint-Pölten le 16 septembre 1726.
Prandtauer fut formé par H. G. Asam à Schnann (de) (Tyrol). À la différence de ses contemporains comme Hildebrandt et Fischer von Erlach, Prandtauer est demeuré un architecte provincial ne bâtissant qu'en dehors de Vienne et des bâtiments à vocation religieuse. Il est l'auteur notamment de l'église des Carmélites de Saint-Pölten et le couvent de Dürnstein. Son chef-d'œuvre absolu est la reconstruction de l'abbaye bénédictine de Melk (1702-1740) qu'il a dirigée de 1702 à sa mort.

## L'Abbaye bénédictine de Melk
Située sur un éperon rocheux surplombant le Danube, à 80 km en amont de Vienne, l'abbaye a été fondée au XIIe siècle. En 1702, Prandtauer prend la direction des travaux de reconstruction, l'église (1702-1714) ne sera achevée qu'en 1734 et Johann Michael Rottmayr en réalise les fresques, avec l'aide d'un italien, Gaetano Fanti (en), pour les trompe-l'œil. Le maître-autel est de Beduzzi (1730).
On accède à l'abbaye par une cour entourée des anciens remparts transformés. Les bâtiments de Prandtauer ont la forme d'un grand rectangle avec une extension au sud. L'église se trouve au fond d'une seconde cour et se poursuit par une terrasse qui surplombe le Danube. La tonalité de l'ensemble est beige et blanc avec des toits de tuiles.

## Autres œuvres
- Chapelle du château de Thalheim (1690)
- Presbytère de Hatzendorf (1694-1700)
- Église de Weikendorf (transformations) (1702-04)
- Église de pèlerinage de Sonntagberg de l'abbaye de Seitenstetten (1706-18)
- Coupole de l'église de pèlerinage Maria Taferl (1707-11)
- Église des Carmélites de Saint-Pölten (direction des travaux) (1708-12)
- Différentes parties de l'abbaye de Garsten (de) (1708-10)
- Église de pèlerinage de Christkindl (1708/09)
- Poursuite de la construction de l'abbaye de Saint-Florian (1708-26)
- Partie de l'abbaye de Herzogenburg (de) (1714-16)
- Château de Neupernstein (de) (1715-17)
- Transformations de la cathédrale de Saint-Pölten (1721-22)
- Palais épiscopal de Linz (1721-26)
- Château de Hohenbrunn (de) près de Saint-Florian (1724-29)